# Rampa

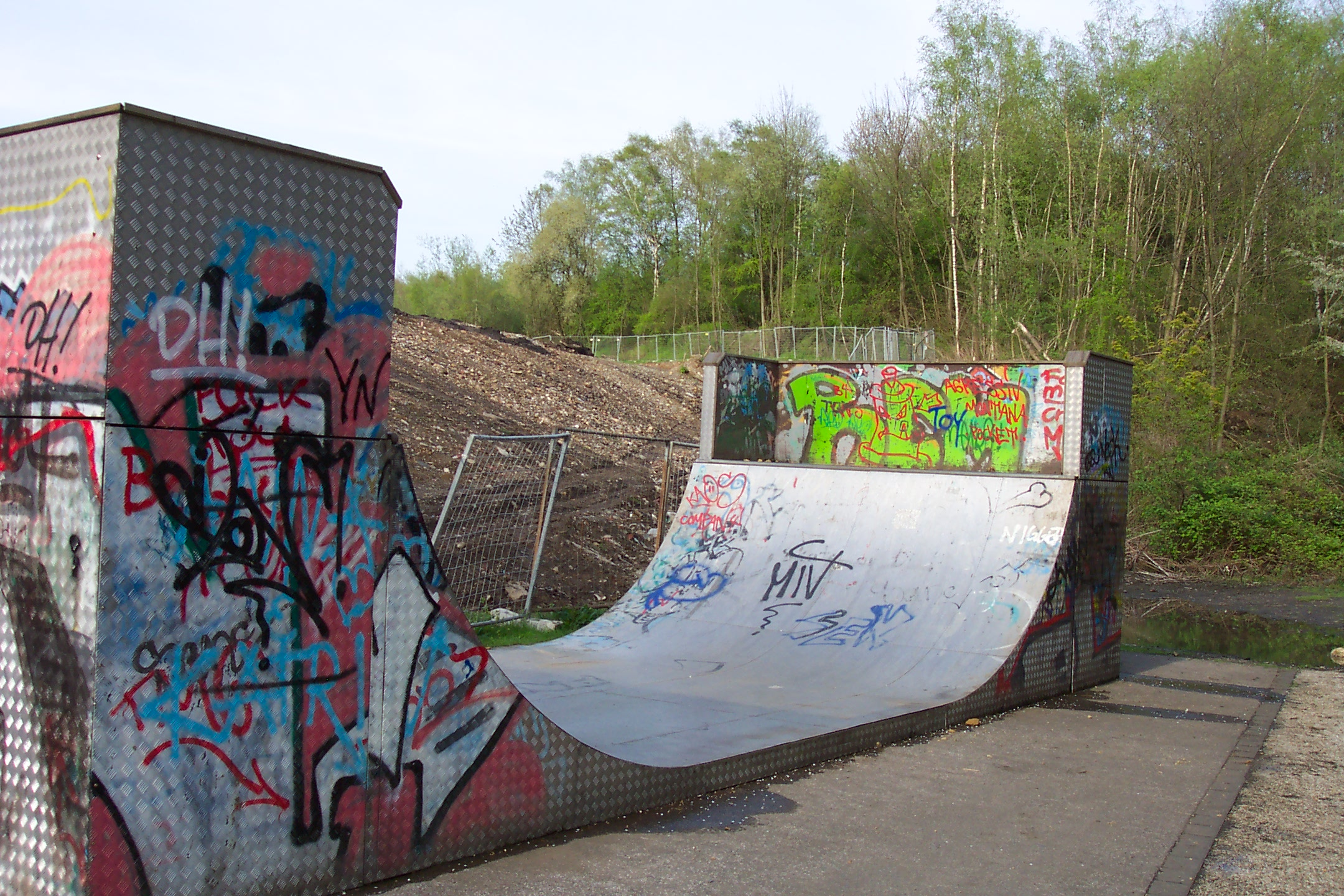
Uma rampa desportiva usada para skatismo

No âmbito do desporto, uma rampa é um equipamento com uma relativa diferença de altura. Constituem exemplos as rampas de pista de skate para manobras, rampa no pico de um monte para pulo de asa-delta, etc.
As rampas naturais são usadas, como no exemplo acima dado, em práticas de alguns esportes, como treinos em escaladas, bicicleta de montanha e caminhada em trilhas (trekking).
As rampas também são confecionadas para utilização em esportes como disputas em skate, patins, bicicletas e outros (com devidos equipamentos de proteção). Rampas têm diversos formatos, alturas, e perigos.
Além de serem utilizadas nas práticas esportivas e aventureiras, as rampas são excelente elementos arquitetônicos para promover a acessibilidade (ABNT NBR 9050). As rampas são utilizadas para fazer a ligação de um local ao outro que tenha aclive ou declive.
Rampas facilitam também a entrada e saída de cargas em veículos, embarcações e aeronaves de carga.
As rampas tambem podem ser usadas ´para a ajuda das pessoas com deficiencia fisica como cadeirantes  